# Metropolregion Nordwest
| Metropolregion Nordwest           | Metropolregion Nordwest                       |
| --------------------------------- | --------------------------------------------- |
| Metropolregion Nordwest seit 2010 |                                               |
| Bundesländer:                     | Bremen Niedersachsen                          |
| Fläche:                           | 13.770 km²                                    |
| Einwohner:                        | 2.797.706 (31. Dezember 2021)                 |
| Bevölkerungsdichte:               | 203 Einwohner/km²                             |
| Gliederung:                       | 5 kreisfreie Städte/Stadtgemeinden, 11 Kreise |
| Webpräsenz:                       | www.metropolregion-nordwest.de                |

Die Metropolregion Nordwest, offiziell Metropolregion Bremen-Oldenburg im Nordwesten e. V., ist eine von zwölf Metropolregionen in Deutschland. Sie umfasst die Freie Hansestadt Bremen mit den Städten Bremen und Bremerhaven und Teile Niedersachsens. In dem Gebiet leben gut 2,8 Millionen Menschen.

## Geschichte
Aufgrund der internationalen Anbindung durch mehrere Häfen und Flughäfen, der vielseitigen Wirtschaftszweige und Forschungseinrichtungen (Universitäten, Fachhochschulen) sowie der guten kommunalen Zusammenarbeit wurde die Region von der deutschen Ministerkonferenz für Raumordnung (MKRO) am 28. April 2005 als europäische Metropolregion anerkannt. Zuvor wurde in wenigen Wochen von regionalen Gremien und Institutionen eine gemeinsame Resolution beschlossen, die die Anerkennung als Europäische Metropolregion forderte. Diese wurde am 12. April 2005 in Jever feierlich unterzeichnet. Der Landkreis Osnabrück trat der Metropolregion am 1. Juli 2010 bei. In der Region leben über 2,79 Millionen Einwohner, sie erstreckt sich über eine Fläche von 13.770 km².

## Ziele
Zu den Zielen der Metropolregion Nordwest gehören:
1. Zusammenwachsen der Region
2. Verbesserung der Zusammenarbeit von Kommunen, Wirtschaft, Wissenschaft
3. Profilierung der Metropolregion als nationale und europäische Wirtschaftsregion
4. Stärkung der Wettbewerbsfähigkeit und Wissenschaftslandschaft
5. Vernetzung und Stärkung der vorhandenen metropolitanen Funktionen
6. Initiierung und Realisierung von Projekten
7. Erarbeitung und Umsetzung gemeinsamer Lösungen für regionale Aufgaben.[2]

## Ausdehnung

Metropolregion Nordwest (rosa) in Deutschland

Die Region umfasst die beiden größten Städte Bremen und Oldenburg und weitere Kreise und kreisfreie Städte, so dass es keine scharfe räumliche Abgrenzung gibt. Grundlage bildet das Gebiet der Regionalen Arbeitsgemeinschaft (RAG) Bremen/Niedersachsen und das Oldenburger Land:

### Kreisfreie Städte
- Bremen (durch die weitgehende Überschneidung von Landes- und städtischen Behörden nicht mit kreisfreien Städten in Flächenländern vergleichbar)
- Bremerhaven
- Delmenhorst
- Oldenburg (Oldb)
- Wilhelmshaven

### Landkreise
- Ammerland mit Sitz in Westerstede
- Cloppenburg mit Sitz in Cloppenburg
- Cuxhaven mit Sitz in Cuxhaven (Überschneidung mit der Metropolregion Hamburg)
- Diepholz mit Sitz in Diepholz
- Friesland mit Sitz in Jever
- Oldenburg mit Sitz in Wildeshausen
- Osnabrück mit Sitz in Osnabrück (Die kreisfreie Stadt Osnabrück zählt jedoch nicht zur Metropolregion.)
- Osterholz mit Sitz in Osterholz-Scharmbeck
- Vechta mit Sitz in Vechta
- Verden mit Sitz in Verden (Aller)
- Wesermarsch mit Sitz in Brake (Unterweser)

### Abgrenzung zu benachbarten Metropolregionen und der Euregio
Der Landkreis Cuxhaven hat sich sowohl der Metropolregion Nordwest als auch der Metropolregion Hamburg angeschlossen, da der Altkreis Hadeln nach Hamburg und der Altkreis Wesermünde nach Bremerhaven orientiert ist.
Der Landkreis Rotenburg (Wümme) ist der Metropolregion Hamburg beigetreten, obwohl er sich tatsächlich eher in einer Mittelposition zwischen Hamburg und Bremen befindet. Eine eindeutige Zuordnung des ländlichen Gebietes zu einem der beiden Ballungsräume ist nicht ohne Weiteres möglich. Allerdings ist in den letzten Jahren eine verstärkte Zuwendung der Region in Richtung Hamburg zu bemerken, was sich zum Beispiel in einem Beitritt eines großen Teils des Kreisgebiets zum Hamburger Verkehrsverbund bemerkbar macht.
Auch der Landkreis Nienburg, der der Metropolregion Hannover-Braunschweig-Göttingen-Wolfsburg angehört, könnte sich zusätzlich der Metropolregion Nordwest anschließen, da die Mittelweserregion, in deren Mitte Nienburg liegt, in den Landkreis Diepholz hineinragt, welcher zur Metropolregion Nordwest gehört, und da der Landkreis Nienburg oberhalb Bremens an der Weser sowie zwischen Hannover und Bremen liegt. Die Samtgemeinde Grafschaft Hoya im Norden des Landkreises orientiert sich eher nach Bremen als nach Hannover.
Der Landkreis Osnabrück ist seit Bestehen der Euregio, die 1958 als erste Europaregion gegründet wurde, deren Mitglied. Traditionell empfinden sich die meisten Osnabrücker mit Westfalen verbunden und sind seit Langem in Richtung Münster sowie über die Euregio auch in Richtung Twente (Niederlande) orientiert. Durch den Anschluss an die Metropolregion Nordwest pflegt der Raum Osnabrück weiterhin die in der Zeit des niedersächsischen Regierungsbezirks Weser-Ems entstanden engen Beziehungen in Richtung Norden.

## Infrastruktur
In der Metropolregion liegt das Gebiet des Kommunalverbundes Niedersachsen/Bremen mit 28 Mitgliedern und derzeit (2016) 1,05 Millionen Menschen.

### Seehäfen
Bremen, Bremerhaven, Wilhelmshaven und Cuxhaven sowie Nordenham und Brake sind Seehäfen. Von hier aus führen wichtige Verkehrsverbindungen ins Hinterland.

### Flughafen
In Bremen befindet sich der Verkehrsflughafen "Bremen Airport Hans Koschnick". Daneben gibt es mehrere Regionalflughäfen, beispielsweise in Cuxhaven.

### Schienenverkehr
Im Schienenverkehr sind die Verbindungen Hamburg-Bremen-Ruhrgebiet, Bremen-Hannover, Bremen–Bremerhaven, Bremen–Oldenburg, Oldenburg–Wilhelmshaven und Oldenburg–Leer von Bedeutung. Wichtige Bahnhöfe sind Bremen Hauptbahnhof, Oldenburg (Oldenburg) Hauptbahnhof, Bremerhaven Hauptbahnhof, Wilhelmshaven und Verden.

### Straßenverkehr
Die Metropolregion wird im Straßenverkehr von den Bundesautobahnen 1, 27, 28, 29, 270 und 281 erschlossen.

### ÖPNV
Das Gebiet der Metropolregion ist zwar nicht deckungsgleich mit dem Verkehrsverbund Bremen/Niedersachsen, entspricht diesem jedoch geografisch in weiten Teilen. Der Bremer Hauptbahnhof ist Zentrum des S-Bahn-Netzes der Regio-S-Bahn Bremen/Niedersachsen. Dem innerstädtischen Verkehr in Bremen dient das Netz der von der Bremer Straßenbahn AG betriebenen Straßenbahn. Diese verkehrt bis Lilienthal im Bremer Umland, weitere Erweiterungen im Süden bis Leeste sind im Bau.